# Poker fermé
 (décembre 2010).
Si vous disposez d'ouvrages ou d'articles de référence ou si vous connaissez des sites web de qualité traitant du thème abordé ici, merci de compléter l'article en donnant les références utiles à sa vérifiabilité et en les liant à la section « Notes et références ».
 (septembre 2021).
Le poker fermé (draw poker) est une variante du poker historiquement la plus jouée en France (et en Europe).

## Mise en place de la partie
Le poker fermé peut se jouer de trois à huit joueurs. Pour ne pas entraîner de distorsions trop importantes sur les probabilités de mains fortes, et conserver des parties suffisamment animées, le nombre de cartes utilisées varie normalement suivant le nombre de joueurs : à 32 cartes pour quatre joueurs, 40 pour cinq, puis on augmentera le talon de quatre cartes par joueur, jusqu'à un jeu complet de 52 cartes pour huit joueurs. Mais ces chiffres sont indicatifs, et peuvent être ajustés, l'essentiel étant qu'il y ait suffisamment de cartes pour tous.
Au départ, les places des joueurs sont tirées au hasard.

### Tapis et Caves

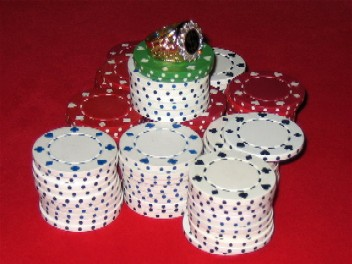
Jetons de poker

Le tapis d'un joueur s'alimente par caves, le système de caves permettant d'équilibrer les chances entre les joueurs plus riches et plus pauvres :
- La cave est la valeur exprimée en jetons (typiquement 100 à 200) qu'un joueur peut approvisionner initialement, ou réapprovisionner entre deux distributions. La valeur d'une cave est identique pour tous les joueurs.
- Le tapis est le total des jetons qu'un joueur a devant lui et peut miser. Un joueur peut initialement mettre une cave sur le tapis, ou plus si les joueurs sont d'accord.

En cours de partie, un joueur ne peut jouer qu'avec son tapis (et il est interdit d'emprunter à ses adversaires). Si le montant de celui-ci est insuffisant, il peut rajouter une cave, mais uniquement entre les coups.
Dans le système de « cave libre », la contrainte est plus faible : le nombre de cave d'un réapprovisionnement n'est pas limité, un joueur peut se recaver autant qu'il le veut. Il est possible  de supprimer toute contrainte sur la cave, les joueurs étant alors directement limités par leur fortune personnelle.

### Donneur
Le donneur peut être permanent et ne pas prendre part à la partie, ou être l'un des joueurs.
Si le donneur est un joueur, chacun tire une carte avant le début de la partie. Celui qui tire la carte la plus haute distribue le premier ; les autres joueurs distribueront ensuite tour à tour.
Au poker fermé, les cartes ne sont mélangées qu'au début de la partie, ou quand un jeu neuf a été mis en service. Le jeu n'est ensuite jamais rebattu, pour lui permettre de se « faire », mais est uniquement coupé. En revanche, dans les variantes de casino ou de tournoi, où les « coups » sont plus indépendants, les cartes sont mélangées entre chaque coup.

## Blind ou Pot
Il existe deux grandes variantes du poker fermé, la partie « au pot » ou « au blind ». Dans les deux cas, tous ou une partie des joueurs doit mettre une mise forcée sur le tapis, indépendamment de son jeu : c'est l'enjeu initial de la partie.
Dans la partie au pot, la plus fréquente, chaque joueur met au pot une mise fixée à l'avance, identique pour tous. Ce montant, fixé en début de partie, est typiquement de un à trois jetons.
Dans la partie au blind (de l'anglais blind, à l'aveugle, mais ce mot se prononce comme dans « blindage »), le pot est entièrement constitué par le premier joueur à gauche du donneur : la mise du blindeur est à la fois le pot initial, et une ouverture (il n'y a donc pas de « parole » dans les parties au blind). Le blindeur parlera en dernier lors des deux tours de cartes.
L'avantage de celui qui parle en dernier est qu'il a la meilleure vision du jeu. Il peut relancer toutes les mises de ses adversaires, et sait qui a ouvert ou non. Si tout le monde passe avant lui, la convention est généralement de jouer le pot, avec comme mise minimale le montant du blind.
Les parties au blind admettent parfois la possibilité du surblind : Le joueur suivant le blindeur, au lieu d'ouvrir, double le blind initial sans regarder ses cartes et rachète ainsi le privilège de parler en dernier. De même que le blind est une ouverture à l'aveugle, le surblind est une relance à l'aveugle, qui donne au surblindeur le privilège du blindeur (détenir à la fois l'ouverture et la capacité de relance). De même, certaines variantes conventionnelles admettent la possibilité pour chaque joueur de doubler le blind de son adversaire de droite (overblind, suroverblind, etc.), toujours sans regarder le jeu.
Dans certaines conventions pour les parties au pot, le premier joueur après le donneur peut acheter le pot : il double son montant avant de regarder ses cartes, et achète de même le privilège de parler en dernier dans deux des enchères du coup.
Il est fréquent, dans les parties privées de poker fermé, d'alterner périodiquement quelques tours de « blind » dans les parties au « pot », ou inversement, de manière à rompre la monotonie des donnes par un tour plus récréatif.

## Déroulement d'un «coup» de poker fermé

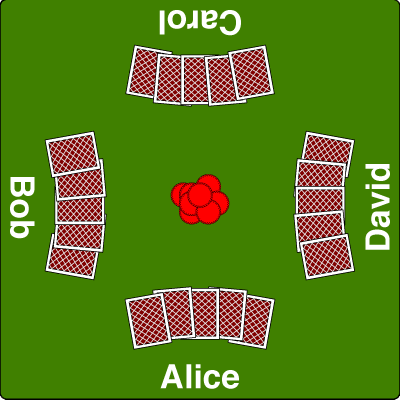

Le donneur distribue les cartes une par une, en principe dans le sens des aiguilles d'une montre. Il commence par son voisin de gauche, et se sert en dernier. Quand chaque joueur a reçu cinq cartes, tous peuvent les ramasser et en prendre connaissance. Commencent alors les enchères.

### Déroulement d'un tour d'enchères
Le principe des enchères est simple : Pour rester dans le coup, tous les joueurs doivent avoir misé au total la même valeur d'enchère (sauf cas du « tapis », discuté plus loin), mais chacun peut relancer sur les enchères de ses adversaires. Les enchères sont achevées dès que tout le monde a misé la même enchère (personne n'a relancé), ou que tous sauf un se sont couchés.
Chaque joueur doit tenir le compte de ce qu'il a déjà misé, et de ce qu'il lui reste à miser pour atteindre le niveau de l'enchère courante, en fonction de l'historique des enchères. Ces comptes doivent être soigneusement surveillés, notamment lors des sur-enchères, le montant des sommes à ajouter par chaque joueur pour « suivre » peuvent résulter d'un historique très complexe.
Dans les parties au pot, les enchères sont ouvertes par le premier joueur à gauche du donneur. Lors d'un tour d'enchères, dans les parties au pot, chaque joueur encore en jeu peut, à son tour, choisir comme possibilité avant l'ouverture :
- Parole (check) : dans le cas où aucune enchère n'a encore été faite dans le tour, le joueur peut rester en jeu en donnant la parole au joueur suivant, sans rien miser. Note : avant l'ouverture, le « passe » n'existe pas ; un joueur qui « passe »  (par abus de langage) indique en fait qu'il joue « parole ».
- Ouvrir : s'il est le premier à faire une mise. Il annonce sa mise en disant « j'ouvre de », et place la mise au centre du tapis. Cette mise est appelée l'ouverture.

Dans les variantes de salle, lorsque le dernier joueur du tour annonce « parole », on dit qu'il obtient une carte gratuite, puisque la prochaine carte distribuée ne lui coûte aucune enchère.
Ces enchères n'existent pas dans les parties au blind, puisque dans ce cas, le blindeur (tout en conservant le privilège de parler ou relancer en dernier) est considéré comme l'ouvreur, l'ouverture étant le montant du blind.
Une fois qu'un joueur a ouvert, les possibilités sont :
- Se coucher ou passer (en anglais, fold) : le joueur laisse ses cartes au milieu de la table (non visible) et ne joue plus jusqu'à la donne suivante. NB : il n'est possible de se coucher qu'après l'ouverture. Après l'ouverture, un joueur ne peut que miser à hauteur de l'enchère, ou se coucher ; un joueur qui dit parole (par abus de langage) indique en fait qu'il se couche.
- Suivre ou voir (call ou see) : le joueur complète sa mise avec ses jetons, de manière à mettre dans le pot (au total) une somme égale à la dernière enchère. Le joueur dira plutôt « suivre » au premier tour d'enchères, et « pour voir » au second. Note : Si son tapis est inférieur à la somme nécessaire pour atteindre la dernière enchère, il peut rester en jeu à condition de miser la totalité des jetons qui lui restent : on dit alors qu'il fait tapis (voir plus loin).
- Relancer (raise) : le joueur en position de « suivre » peut augmenter les enchères, et miser dans le pot (au total de ce qu'il mise) une somme supérieure à la dernière enchère. Une relance après une première relance est une sur-relance. Il n'est pas possible de relancer sur le montant de sa propre enchère : si tous les joueurs dans le coup ont suivi, le tour d'enchère est fini.
- Tapis (All-in) : le joueur qui n'a plus assez de jetons pour suivre mise la totalité de ce qui lui reste. Cela lui permet de participer à l'enchère en cours sans avoir à miser plus loin, quelles que soient les relances, comme s'il décidait de « suivre » à chaque fois. S'il perd, il est éliminé et perd son tapis. S'il gagne, il ne remporte les mises des autres joueurs qu'à hauteur de son tapis, le reste des enchères étant remporté par le joueur ayant la deuxième meilleure main (et ainsi de suite, en cas de « tapis » multiples). Un joueur peut également faire tapis lors d'une relance ou une sur-relance.

Le tour d'enchère est terminé lorsque tous les joueurs ont soit misé la même somme, soit se sont retirés du coup.
Note : en principe, on ne joue qu'avec ce qui se trouve sur la table. Il n'est pas possible d'acheter des jetons supplémentaires au cours d'une enchère.

### Cartes
Le donneur demande à chaque joueur encore dans le coup (en commençant sur sa gauche) le nombre de cartes qu'il désire échanger. Chaque joueur annonce à tour de rôle le nombre de cartes qu'il écarte, en les rejetant (face sur la table), avant d'en recevoir autant de nouvelles. Le donneur rassemble toutes les cartes écartées.
Un joueur qui n'échange aucune carte annonce « servi », sinon « une carte », ou « deux cartes », parfois « trois cartes ».
Il est possible d'échanger quatre cartes, mais une seule personne par tour a le droit de le faire : si un joueur a demandé quatre cartes, il n'est plus possible de le faire. Dans ce cas, le donneur donne trois cartes, et ne donnera la quatrième qu'après que tout le monde a été servi (si le demandeur de quatre cartes est le dernier à être servi, le donneur lui donne trois cartes, « flambe » la suivante en la mettant sous le paquet, et distribue la dernière).
Au poker fermé, l'échange de plus de trois cartes n'a de sens que pour les parties au « blind », quand un joueur a misé sans avoir regardé son jeu et découvre une main totalement vide. Dans certaines variantes de poker en salle, il peut être autorisé de changer toute la main.

### Deuxième tour d'enchères
Le deuxième tour se déroule suivant les mêmes règles que le premier, seuls pouvant enchérir les joueurs qui sont restés dans le coup au premier tour.

### Fin du coup
La partie se termine lorsque :
- il ne reste plus qu'un joueur en jeu. Il remporte alors le pot sans même avoir à montrer son jeu ;
- il n'y a plus de tour de mise. On passe alors à l'abattage (showdown), phase où les mains des joueurs encore en lice sont comparées pour déterminer le détenteur de la meilleure. En cas d'égalité, le pot est partagé équitablement entre les gagnants.

S'il y a abattage de jeu, tous les joueurs encore en compétition montrent l'intégralité de leur jeu à tous les joueurs de la table.

## Les mains
Dans le jeu classique (sans joker ni cartes rajoutées) les mains, ou combinaisons possibles, de la plus faible à la plus forte sont :
- Pas de combinaison ou tirage,
- Jeux courants qui peuvent être améliorés : Paire < Double paire < Brelan,
- Jeux forts : Quinte < Couleur < Main Pleine (Full),
- Carré < Quinte Flush (jeu « cinq étoiles », pratiquement imbattable).

### Quinte flush
La quinte flush (straight flush) est formée de cinq cartes dont les rangs se suivent et dont les couleurs sont identiques. C'est la plus haute main possible au Poker. C'est à la fois une quinte et une couleur, pratiquement imbattable. Elle ne peut donc être battue que par une autre quinte flush de rang supérieur. Si deux quintes flush sont en compétition, la plus forte est celle dont le rang est le plus élevé. Une quinte flush d'entrée donne une quasi-certitude de gagner la partie : 99,98 % à huit joueurs / 52 cartes, 99,94 % à quatre joueurs / 32 cartes.
La quinte flush est un jeu extrêmement rare, de l'ordre du « pour dix mille » : 0,036 % à 32 cartes, 0,006 % à 52 cartes. Elle est servie dans un cas sur cinq (21 à 22 %), et résulte d'un tirage à la quinte flush dans les autres cas.
Quand une quinte flush est servie d'entrée, elle ne peut pas être améliorée.
De même qu'une quinte normale, une quinte flush peut être « blanche », si cette convention est acceptée à la table (voir « quinte »).
La quinte flush dite « royale » (royal flush), ou parfois « impériale », est une quinte flush à l'As : Il n'existe pas de main pouvant la battre.

### Carré
Le carré (four of a kind ou poker) est formé par les quatre cartes d'un même rang, accompagnées d'une carte quelconque. C'est une combinaison majeure, pratiquement imbattable. Le carré le plus fort est celui de rang le plus élevé.
Le carré apparaît avec une fréquence inférieure à 1 % : 0,96 % à 32 cartes, 0,23 % à 52 cartes. Il n'est obtenu directement au tirage que dans 10 % des cas, et provient sinon de l'amélioration d'une paire (50 % des cas) ou d'un brelan (40 %).
Cependant, ces améliorations au tirage supposent que les paires et brelans ne sont pas maquillés, c’est-à-dire que le joueur demande effectivement trois cartes s'il a une paire et deux s'il a un brelan. Si le joueur choisit au contraire systématiquement d'épauler sa paire (en demandant deux cartes) ou son brelan (une carte), sa probabilité d'avoir un carré diminue de moitié : 0,46 % à 32 cartes et 0,11 % à 52 cartes, il est servi une fois sur quatre, provient d'un brelan dans 40 % des cas, ou d'une paire dans 15 % des cas.
Quand un carré est servi, il ne peut bien entendu pas être amélioré, mais il est généralement utile de demander une carte pour faire croire à un petit jeu ou à un tirage.
Le carré servi est un jeu pratiquement gagnant, à cent contre un : 98,97 % (32 cartes) à 99,50 % (52 cartes) d'espérance de gain. L'espérance de gain au deuxième tour est pratiquement identique.
Comme il ne peut y avoir deux carrés de même rang, la cinquième carte n'est d'aucune utilité, sauf si le carré se trouve sur le tapis.

### Main Pleine ou Full
La main pleine (full house) est formé d'un brelan et d'une paire. La main pleine la plus forte est celle qui a le brelan le plus élevé (il ne peut y avoir deux mains pleines de même rang).
Elle apparaît avec une fréquence de quelques pour cent, passant de 4,5 % pour 32 cartes à 1,1 % pour 52 cartes. Elle n'est directement obtenue par tirage qu'une fois sur sept (13 %), et résulte sinon de l'amélioration d'une double paire (40 % des cas), d'une paire simple (dans 35 % des cas), ou d'un brelan servi (11 %) à condition de ne pas les maquiller. Sa fréquence ne varie pas sensiblement quand les paires et les brelans sont maquillés. Les nombreuses manières d'obtenir une main pleine à partir d'autres combinaisons font qu'elle est finalement plus fréquemment présente au second tour que la quinte, bien que la quinte soit plus facile à obtenir par tirage direct.
L'espérance de gain d'une main pleine (servi ou au deuxième tour) est très importante : 90 % (32 cartes) à 96 % (52 cartes), elle est dans la zone « un contre dix » à « un contre vingt ». C'est donc un jeu très fort, mais pas totalement imbattable, dont le détenteur doit rester prudent.

### Couleur
La couleur (flush) est formée de cinq cartes de couleur identiques (qui ne se suivent pas, sinon il s'agit d'une quinte flush). La couleur la plus forte est celle qui contient la carte de rang le plus haut.
La couleur est un jeu assez fort, donnant une probabilité de gain importante (servie ou au second tour) : 86 % (32 cartes) à 90 % (52 cartes), c'est un jeu un peu inférieur au « un contre dix ».
Sa probabilité d'apparition est de l'ordre du pour cent, et diminue avec le talon (contrairement aux autres figures), passant de 0,58 % pour 32 cartes à 1,01 % pour 52 cartes. La couleur est servie une fois sur cinq, et résulte de l'amélioration d'un tirage dans les autres cas.

### Quinte ou Suite
La quinte (straight) est formée de cinq cartes de rangs consécutifs (et de couleur non toutes identiques, sinon il s'agit d'une quinte flush). Dans le cas de deux quintes, c'est la hauteur de la quinte qui permet le départage. Si la quinte 5 4 3 2 As est acceptée (quinte « blanche »), elle est la plus faible des quintes.
Si tous les tirages à la quinte étaient tentés, la quinte serait deux fois plus fréquente : 9,2 % à 32 cartes, 1,6 % à 52, figure obtenue une fois sur cinq directement, une fois sur deux par tirage simple, et par tirage bilatéral dans 30 % des cas. Cependant, le tirage simple n'atteint la quinte qu'une fois sur dix, ce qui en moyenne est insuffisant pour rester dans le coup.
Si les tirages simples ne sont pas tentés, au deuxième tour, la quinte devient un peu moins fréquente que la main pleine : 4,1 % pour 32 cartes, et 0,8 % pour 52 cartes. La quinte est alors servie une fois sur deux.

#### Quinte «blanche» ou «roue»
Bien que l'As soit la carte la plus forte, il peut parfois être utilisé pour débuter ou finir une quinte.
- Au départ, avec As/Deux/Trois/Quatre/Cinq pour former la plus faible quinte appelée « quinte blanche » ou « roue ».
- À la fin, avec Dix/Valet/Dame/Roi/As pour former la plus forte quinte dite « à l'As ».

À noter que :
- Tous les joueurs n'acceptent pas cette règle et que certains ne reconnaissent à l'As que sa valeur de carte supérieure au Roi. Avant de jouer, il convient donc de demander si les quintes blanches sont acceptées à la table.
- Cette convention n'est naturelle qu'avec 52 cartes. Si la partie se joue avec un sabot tronqué (32 cartes, par exemple), l'As est alors par convention la carte inférieure à la plus petite retenue (il vaut « As » ou « six » dans un jeu de 32 cartes).
- Une quinte flush peut être « blanche » suivant les mêmes conventions.

La quinte est le dernier des jeux forts « servis », qui ne peuvent pas être améliorés. Son espérance de gain (servie ou non) est de 80 % (32) à 84 % (52), à un contre cinq. Bien que formant un jeu fort, une quinte reste donc vulnérable, ce qui peut inciter son détenteur à relancer les enchères pour écarter la concurrence des jeux intermédiaires, qui peuvent s'améliorer.

### Brelan
Le brelan (three of a kind) est formé par trois cartes de même rang, les deux autres étant de rang quelconque (sinon, il s'agit d'un carré ou d'une main pleine). Le brelan le plus fort est celui de rang le plus élevé.
Le brelan est une figure relativement fréquente, 6,6 % à 52 cartes (une fois sur vingt) et 14 % à 32 cartes (une fois sur sept) : un brelan sera (en théorie) présent à table une fois tous les trois tours. Il est servi dans 30 % des cas, et résulte de l'amélioration d'une paire le reste du temps.
Un brelan servi donne une espérance de gain de 70 % (32) à 74 % (52), cette probabilité ne baisse que d'un pour cent si le brelan est maquillé (ce qui en fait une excellente possibilité).
Le brelan servi d'entrée peut être amélioré, en demandant deux cartes ou simplement une (brelan maquillé ou épaulé). Il s'améliore dans 10 (52c) à 20 % (32c) des cas pour former une main pleine ou un carré.
Au deuxième tour, l'espérance de gain d'un brelan est un peu plus faible : 64 % (32) à 71 % (52), ce qui reflète la montée des autres mains qui ont pu s'améliorer.

### Double paire
La double paire (two pairs) est formée par deux paires (de rangs différents, sinon il s'agit d'un carré) et d'une autre carte quelconque (de rang différent des deux précédents, sinon il s'agit d'une main pleine). La double paire la plus forte est celle qui a le rang le plus élevé, et en cas d'égalité des premières paires du rang le plus élevé, c'est la deuxième paire du rang le plus élevé qui remporte. Sinon, la cinquième carte, appelée le kicker, fait la différence.
La double paire est obtenue avec une fréquence de 9,7 % (pour 52 cartes) à 18,1 % (à 32 cartes). C'est donc une figure assez fréquente, moitié plus que le brelan. Elle est servie dans à peu près 50 % des cas, et résulte de l'amélioration d'une paire simple sinon.
Une double paire servie donne une espérance de gain appréciable, de 45 % (32) à 48 % (52), largement conditionnée par son amélioration ou non à la main pleine au deuxième tour. Une double paire servie d'entrée ne peut s'améliorer qu'en demandant une carte. La main ne s'améliore que dans 10 % (à 52 cartes) à 15 % (32 cartes) des cas, pour obtenir une main pleine. Au deuxième tour, une simple double paire a une espérance de gain plus réduite, de 37 % (32) à 44 % (52).

### Paire simple
La paire (pair) est formée par deux cartes de même rang, les trois autres étant quelconques. La paire la plus forte est celle de rang le plus élevé, et en cas d'égalité, la main la plus forte est celle qui comporte la carte isolée la plus élevée.
Une paire simple est obtenue avec une fréquence variant de 36 % (pour 52 cartes) à 54 % (pour 32 cartes). Elle est le plus souvent servie, mais au deuxième tour, elle provient d'une tentative d'amélioration d'un tirage dans 20 à 40 % des cas.
Une paire servie ne donne qu'une chance assez faible de gagner : de l'ordre de un contre quatre ou cinq en moyenne, ce qui justifie de n'entrer dans le coup qu'avec une paire suffisamment forte.
Une paire servie d'entrée peut être améliorée en écartant trois cartes, ou en épaulant (pour faire croire à un brelan servi d'entrée).
Sans amélioration, une paire simple est un jeu très faible au deuxième tour, qui n'a une espérance de gain que de l'ordre de 9 %.

### Carte haute
La carte haute (high card) est une absence de figure. C'est une main sans particularité, dont la valeur est simplement celle de la plus haute carte.
Une « carte haute » n'a pratiquement pas de valeur. On rencontre typiquement ce type de main quand quelqu'un a tenté un tirage sans succès, et a continué au bluff jusqu'à être poussé au « pour voir » et dénoncé.
Deux mains « carte haute » sont départagées en fonction de la meilleure carte présente. Si les joueurs ont la même carte haute, on regarde alors la deuxième carte haute de leur main (sachant toujours qu'une main de poker est composée de 5 cartes). Par exemple, le joueur A a KQJ85 et le joueur B a KQJ87, le joueur B l'emporte. Sinon, si les mains sont identiques, on partage les gains.
Une « carte haute » à l'ouverture ne donne qu'une espérance de gain minime : de 7 % (52) à 15 % (32).

### Comparaison des mains
Au poker, les couleurs (pique, trèfle, carreau, cœur) sont de force identique. Si deux mains ne se distinguent que par leur couleur, elles sont donc de même force. Sinon, l'une ou l'autre des cartes étant de force différente, la première différence permet de comparer les mains.
Les cartes sont, par force croissante : Deux, Trois, Quatre, Cinq, Six, Sept, Huit, Neuf, Dix, Valet, Dame, Roi, As. Mais ces valeurs sont arbitraires. Il est en effet aussi difficile d'obtenir un As qu'un Deux.
- Lorsque deux paires, deux brelans ou deux carrés s'affrontent, c'est celui ou celle de la valeur la plus élevée qui l'emporte.
- Dans le cas de deux mains pleines (full house), le départage se fait sur la hauteur du brelan. Pour la double paire, on compare d'abord la paire la plus élevée, puis l'autre.
- Pour le reste, la main la plus forte est celle qui contient la carte de rang le plus fort, et en cas d'égalité, on compare les rangs suivants.

Si vraiment les deux mains sont semblables, il y a partage du pot. Cela peut arriver, car les valeurs des mains ne tiennent pas compte de la couleur (l'As de trèfle a la même valeur que l'As de pique, par exemple).

### Variantes dans l'ordre des combinaisons
Autrefois, l'ordre des combinaisons au « poker » était parfois le suivant :
- Carte < Paire < Double paire
- Séquence < Brelan (inversion par rapport à l'ordre moderne)
- Main Pleine < Flush (inversion par rapport à l'ordre moderne)
- Séquence flush < Poker, c’est-à-dire carré (inversion par rapport à l'ordre moderne).

Cet ordre archaïque, où le terme « poker » désigne un carré et est la combinaison la plus élevée, est probablement celui qui est à l'origine du nom du jeu. Au début du XXe siècle, il était employé en concurrence avec l'ordre moderne, suivant le nombre de cartes du sabot : l'ordre moderne n'était employé qu'à 52 cartes. Il n'est plus utilisé, et a depuis été uniformément remplacé par l'ordre moderne.
L'ordre moderne des combinaisons est pratiquement celui correspondant à une rareté croissante, la main étant d'autant plus forte qu'elle est rarement obtenue. Cependant, cet ordre n'est pas strictement respecté dans tous les cas, parce que la couleur (contrairement aux autres combinaisons qui dépendent des hauteurs) est d'autant plus fréquente que le sabot est grand. De ce fait, à 52 cartes la couleur servie est effectivement plus fréquente que la main pleine (ce qui correspond à l'ordre classique), mais elle devient moins fréquente dès 44 cartes, et est même moins fréquente que le carré servi à 32 cartes. Ces écarts (qui ne dépassent pas le pour cent) sont cependant sans incidence réelle sur le jeu.

### Abréviations des cartes
Le poker étant un jeu international, les abréviations utilisées couramment sont d'origine anglophone. Néanmoins, leur équivalent francophone existe et ne doit pas être confondu.
| Français | As  | Roi  | Dame  | Valet | 10  | Autres         |
| Valeur   | A   | K    | Q     | J     | T   | valeur faciale |
| Anglais  | Ace | King | Queen | Jack  | Ten | valeur faciale |

| Couleur  | Pique  | Cœur   | Carreau  | Trèfle |
| Français | p      | c      | k        | t      |
| Anglais  | spades | hearts | diamonds | clubs  |

| Main     |             |
| Français | Rp2kDk9c10t |
| Anglais  | Ks2dQd9hTc  |

## Logique du jeu
Il est difficile de définir une logique pour ce jeu qui est en grande partie un jeu de hasard. Chaque joueur professionnel ou amateur possède sa tactique, c'est-à-dire ses mises en fonction de ses mains, en fonction de l'attitude de l'adversaire. C'est le joueur qui décide quand il bluffe. Ce qui fait le charme de ce jeu à la fois passionnant et dangereux (on peut perdre de l'argent !), c'est le manque de logique et la présence de chance. Il est également nécessaire de savoir cacher ses émotions.

### Probabilités des mains
Il n'est pas nécessaire de calculer précisément les probabilités des mains pour gagner au poker, mais il faut en avoir une connaissance pratique, et ne pas commettre d'erreur flagrante d'appréciation. Entre deux joueurs rationnels, celui qui fait le moins d'erreurs d'appréciation statistique gagnera sur le long terme; mais dans une partie qui ne comprendra qu'une centaine de donnes, maîtriser le jeu psychologique est beaucoup plus important pour gagner (ou perdre) que de jouer sur de petits écarts de probabilité, inférieurs au pour cent.
Les calculs pour le jeu de 52 cartes sont faits avec les «quintes étendues», c'est-à-dire que la combinaison A-2-3-4-5 (quinte blanche) est considérée comme une quinte. On remarque que l'ordre de difficulté des mains n'est pas le même pour les deux jeux : la couleur devient plus rare que le carré, et la carte haute plus rare qu'une paire.
| Main                  | 52 cartes (quinte étendue) | 52 cartes (quinte étendue) | 32 cartes    | 32 cartes   |
| Main                  | Combinaisons               | Probabilité                | Combinaisons | Probabilité |
| --------------------- | -------------------------- | -------------------------- | ------------ | ----------- |
| Quinte flush          | 40                         | 0,00154 %                  | 16           | 0,0080 %    |
| Carré                 | 624                        | 0,024 %                    | 224          | 0,111 %     |
| Main Pleine (ou Full) | 3 744                      | 0,144 %                    | 1 344        | 0,667 %     |
| Couleur (ou Flush)    | 5 108                      | 0,196 %                    | 208          | 0,103 %     |
| Quinte                | 10 200                     | 0,392 %                    | 4 080        | 2,026 %     |
| Brelan                | 54 912                     | 2,112 %                    | 10 752       | 5,339 %     |
| Deux paires           | 123 552                    | 4,753 %                    | 24 192       | 12,013 %    |
| Paire                 | 1 098 240                  | 42,256 %                   | 107 520      | 53,393 %    |
| Carte haute           | 1 302 540                  | 50,117 %                   | 53 040       | 26,339 %    |
| Total                 | 2 598 960                  | 100 %                      | 201 376      | 100 %       |

On remarquera que les mains "servies", au-dessus du brelan, sont extrêmement rares: moins de un pour cent des mains à 52 cartes, et moins de 3 % à 32 cartes.

### Probabilité d'avoir au moins
On peut calculer la probabilité d'avoir chacune de ces mains.
Le principal point à en retenir, pour les enchères à l'ouverture, est le tableau qui donne la probabilité d'avoir au moins une main de telle ou telle force.
| Main         | Nombre de cartes du talon | Nombre de cartes du talon | Nombre de cartes du talon | Nombre de cartes du talon | Nombre de cartes du talon |
| Main         | 52                        | 48                        | 44                        | 40                        | 32                        |
| ------------ | ------------------------- | ------------------------- | ------------------------- | ------------------------- | ------------------------- |
| Brelan       | 0,7 %                     | 0,9 %                     | 1,1 %                     | 1,5 %                     | 2,9 %                     |
| Double paire | 2,8 %                     | 3,3 %                     | 4,1 %                     | 5,1 %                     | 8,8 %                     |
| Tirage       | 7,5 %                     | 8,9 %                     | 10,7 %                    | 13,0 %                    | 20,8 %                    |
| Paire As     | 14,4 %                    | 16,1 %                    | 18,4 %                    | 21,5 %                    | 30,9 %                    |
| Paire Roi    | 17,5 %                    | 19,6 %                    | 22,4 %                    | 26,0 %                    | 36,8 %                    |
| Paire Dame   | 20,5 %                    | 23,1 %                    | 26,4 %                    | 30,5 %                    | 42,7 %                    |
| Paire Valet  | 23,6 %                    | 26,6 %                    | 30,3 %                    | 35,0 %                    | 48,6 %                    |
| Paire 10     | 26,7 %                    | 30,1 %                    | 34,3 %                    | 39,5 %                    | 54,5 %                    |
| Paire 9      | 29,8 %                    | 33,6 %                    | 38,2 %                    | 44,0 %                    | 60,4 %                    |
| Paire 8      | 32,8 %                    | 37,0 %                    | 42,2 %                    | 48,6 %                    | 66,3 %                    |
| Paire 7      | 35,9 %                    | 40,5 %                    | 46,1 %                    | 53,1 %                    | 72,2 %                    |
| Paire 6      | 39,0 %                    | 44,0 %                    | 50,1 %                    | 57,6 %                    |                           |
| Paire 5      | 42,1 %                    | 47,5 %                    | 54,1 %                    | 62,1 %                    |                           |
| Paire 4      | 45,2 %                    | 51,0 %                    | 58,0 %                    |                           |                           |
| Paire 3      | 48,2 %                    | 54,4 %                    |                           |                           |                           |
| Paire 2      | 51,3 %                    |                           |                           |                           |                           |

La lecture de ce tableau est directe : si le talon est de 52 cartes, un joueur a plus qu'une paire d'as dans 14,4 % des jeux distribués.
En pratique, la plus grande majorité des jeux se joue dans la zone basse : Rien, paire, tirage jouable, double paire ou brelan.
Ce tableau est indépendant du nombre de joueurs, mais n'est pas exploité directement ainsi. L'utilisation typique de ce tableau est de répondre à des questions comme :
J'ai une paire de roi servie, nous jouons à quatre à 32 cartes, quelle est la probabilité a priori pour que ma main soit la meilleure? Pour ce type de question, les étapes de calcul sont :
- La probabilité pour un joueur d'avoir plus qu'une paire de roi dans ces conditions est : 36,8 %. Il aura moins avec une probabilité de 63,2 %.
- Pour que la paire de roi soit la plus forte, il faut que le premier adversaire ait moins ET le second ait moins ET le troisième ait moins. La probabilité est le produit des trois : 63,2 % x 63,2 % x 63,2 %  = 25,2 %.
- On peut donc parier à un contre trois que ma paire de rois n'est pas la meilleure main des quatre.

### Améliorations des mains

#### Tirages
Les tirages sont des mains « vides », ou éventuellement contenant une paire, mais qui peuvent être améliorées fortement par le tirage de la bonne carte. On distingue les tirages suivants :
- Le tirage à la couleur : main de quatre cartes de même couleur, qui peut conduire à une couleur si la cinquième carte tirée est de même couleur.
- Le tirage bilatéral à la quinte :  main contenant quatre cartes dont les rangs se suivent, qui peut conduire à une quinte si la cinquième carte complète la série par un rang supérieur ou inférieur (par exemple, Roi Dame Valet Dix cinq peut s'améliorer en tirant un As ou un neuf).
- Le tirage simple à la quinte : Il en est de deux types. Ce peut être une main contenant quatre cartes dont les rangs se suivent, mais qui ne peut s'améliorer que d'un seul côté (par exemple, As Roi Dame Valet 9 ne peut s'améliorer qu'en tirant un dix, parce que la carte tirée ne sera jamais supérieure à l'As). Ce peut aussi être une main contenant quatre des cinq cartes d'une suite, avec un trou central (par exemple, As Roi Valet Dix neuf ne peut s'améliorer qu'en tirant une Dame).

- Le tirage (simple ou bilatéral) à la quinte flush : les quatre cartes forment à la fois un tirage à la couleur et un tirage à la quinte (simple ou bilatérale).
- Le double tirage : quatre cartes forment un tirage à la quinte, et quatre autres forment un tirage à la couleur. Se pose naturellement la question de savoir quel tirage privilégier dans ce cas.

Le tirage simple à la suite n'est pas considéré comme jouable (sa valeur en moyenne fait moins gagner qu'une simple paire) ; tous les autres tirages sont jouables, et d'une valeur moyenne supérieure à une paire.

Parmi les tirages jouables, le tirage à la couleur est celui qui a la plus faible espérance de gain moyenne, sensiblement égale à celle d'une paire moyenne.

#### Paire jouable
Au départ, quelle est la valeur « minimale » d'une main permettant de rentrer raisonnablement dans un coup? On considère que la limite d'un jeu jouable est d'avoir au moins une paire moyenne, ce que l'on appelle une « paire jouable ».
En effet, au premier tour, les mains les plus faibles sont dans l'ordre (1) « rien », c’est-à-dire carte haute ou tirage non jouable, (2) paire non jouable, (3) paire jouable, (4) tirage jouable, (5) double paire, etc. Si un joueur entre rationnellement dans le coup, il ne tentera pas sa chance avec une carte haute, un tirage non jouable, ou une paire non jouable, parce qu'en moyenne ça le conduirait à perdre plus de mise qu'il n'a de chance de remporter le coup.

Au second tour, s'affrontent donc les mains qui résultent d'une amélioration des paires jouables (3), des tirages jouables (4), et des jeux plus élevés. De toutes ces mains, seules celles qui partent d'un tirage jouable  peuvent « perdre de la valeur », si le tirage ne s'est pas réalisé : elles peuvent conduire à des « cartes hautes », ou des paires de tout niveau, dans près de trois cas sur quatre. Dans ces conditions, pour qu'une paire soit considérée comme jouable il faut qu'elle ne soit pas handicapée au second tour par le surplus de paires apportées par les échecs des tirages, qui en moyenne sont -précisément- des paires moyennes.

#### Cartes demandées
La seule information objective qui sera disponible sur la donne initiale est le nombre de cartes demandées par chaque joueur pour améliorer sa main. Sauf cas de bluff, le nombre de carte demandées permet de situer la force du jeu qui en résulte, le jeu étant généralement d'autant plus mauvais que le nombre de cartes échangées a été important.
Le camouflage d'un jeu peut se concevoir dans deux cas : la paire, ou le brelan. Dans les deux cas, on peut hésiter à garder une carte haute ; et dans les deux cas, la perte sur l'espérance de gain est compensée par l'impact psychologique, d'entretenir une incertitude sur le niveau réel de sa main. Cet objectif conduit aussi bien à demander deux ou une seule carte pour le brelan et une ou deux pour la paire (il est de très loin préférable le plus souvent de changer trois cartes lorsque l'on détient une paire). 
En supposant que les paires et brelans font l'objet de « deux cartes », la probabilité d'avoir tel ou tel jeu au second tour est donné par les tableaux ci-dessous (trois et quatre cartes étant donnés « pour mémoire ») :
L'interprétation des tableaux de fréquence est directe : si un joueur annonce « servi », cela arrive dans 0,7 % des cas à 52 cartes. S'il ne bluffe pas, il détient une quinte une fois sur deux, une couleur près de trois fois sur dix, et une main pleine pratiquement deux fois sur dix. Le carré est en principe exclu (il aura échangé une carte pour le camoufler), et la quinte flush n'apparaît que très marginalement. De même, la demande d'une carte arrive dans 11 % des mains, et deux cartes dans 22 % des mains (les autres se couchant en moyenne).
Les tableaux montrent bien que la force moyenne de la main se reflète directement au nombre de carte demandées : pour un talon de 52, un joueur qui demande une carte a une double paire ou plus dans 50 % des cas, alors que pour deux carte, la médiane n'est que est sur la paire. Le joueur qui demande trois cartes a en moyenne un jeu inférieur à celui qui n'en demande que deux (essentiellement parce que le « deux cartes » peut traduire un brelan servi), et le joueur qui demande quatre cartes n'a en moyenne que la distribution initiale, c’est-à-dire rien une fois sur deux.
Le nombre de carte au talon ne change pas ces conclusions, la seule différence étant que les jeux forts sont comparativement d'autant plus fréquents que le talon est petit (ce qui est précisément le but recherché).

##### 0 Carte
C'est le domaine des jeux forts servis : Quinte, couleur, main pleine ou quinte flush. Théoriquement, le carré servi n'est pas améliorable, et n'a donc pas besoin de demander un échange de carte ; en pratique le joueur qui a un carré servi demandera tout de même systématiquement une carte, pour camoufler la force de sa main et ne pas décourager les mises de ses adversaires.
| Nombre de cartes | Rien | Paire | DP | Br | Q      | C      | F      | K | QF    | Fréquence |
| ---------------- | ---- | ----- | -- | -- | ------ | ------ | ------ | - | ----- | --------- |
| 52               |      |       |    |    | 50,8 % | 28,3 % | 20,7 % |   | 0,2 % | 0,7 %     |
| 48               |      |       |    |    | 56,3 % | 21,6 % | 21,9 % |   | 0,2 % | 0,8 %     |
| 44               |      |       |    |    | 61,4 % | 15,7 % | 22,7 % |   | 0,2 % | 1,1 %     |
| 40               |      |       |    |    | 65,9 % | 10,6 % | 23,3 % |   | 0,3 % | 1,4 %     |
| 32               |      |       |    |    | 72,2 % | 3,7 %  | 23,8 % |   | 0,3 % | 2,8 %     |

On voit nettement sur ce tableau que la couleur est beaucoup plus facile à obtenir quand le talon est important.
Les jeux « servis » ne sont pas imbattables, un tirage à la quinte ou au brelan peut donner une main compétitive avec une probabilité qui reste correcte. Le principal risque face à une main servie est de tomber sur le détenteur d'une main à tirage qui lui donne un jeu fait supérieur : quinte ou couleur (une fois sur cinq), main pleine, une fois sur onze lorsqu'il détient deux paires ou un brelan avant le tirage.

##### 1 Carte
C'est le domaine de la double paire et du tirage (à jeu égal) : un jeu plutôt fort, mais pas imbattable. Les détenteurs de brelans peuvent également ne demander qu'une carte, en l'épaulant d'une forte carte, ce qui affiche un jeu plutôt fort sans trop compromettre leurs chances de gagner. Et ce qui leur permet surtout de dissimuler la valeur réelle de leur main (double paire, brelan ou tirage ?) afin de se faire payer plus facilement dans le tour de mise final.
| Nombre de cartes | Rien   | Paire  | DP     | Br | Q     | C     | F     | K     | QF    | Fréquence |
| ---------------- | ------ | ------ | ------ | -- | ----- | ----- | ----- | ----- | ----- | --------- |
| 52               | 32,9 % | 15,0 % | 37,4 % |    | 3,9 % | 7,0 % | 3,5 % | 0,2 % | 0,0 % | 11,6 %    |
| 48               | 30,1 % | 15,8 % | 39,2 % |    | 4,6 % | 6,0 % | 4,0 % | 0,2 % | 0,1 % | 12,8 %    |
| 44               | 26,9 % | 16,6 % | 41,0 % |    | 5,6 % | 4,9 % | 4,7 % | 0,3 % | 0,1 % | 14,4 %    |
| 40               | 23,2 % | 17,7 % | 42,7 % |    | 6,7 % | 3,9 % | 5,5 % | 0,3 % | 0,1 % | 16,4 %    |
| 32               | 13,6 % | 20,2 % | 46,1 % |    | 9,4 % | 2,1 % | 8,0 % | 0,5 % | 0,1 % | 22,2 %    |

Les tirages ont pour particularité de conduire à un jeu vide avec une probabilité relativement importante.
Au premier tour d'enchère, il n'est pas très facile de faire la différence entre une double paire (dont l'espérance de gain est de l'ordre de 40 à 50 %) et un fort tirage (20 à 40 %). S'il est possible de faire cette différence, les améliorations possibles entre ces deux types de jeu sont bien entendu radicalement différentes : la double paire ne conduit qu'à la main pleine une fois sur onze, tandis que les tirages peuvent conduire à la quinte ou la couleur une fois sur cinq.

##### 2 Cartes
C'est une demande qui ne peut venir que d'une paire (neuf fois sur dix) ou d'un brelan servi (plus rarement). Les détenteurs d'un brelan servi ont généralement intérêt à ne pas trop afficher la force de leur jeu, et demander une carte, ce qui réduit de façon insignifiante leurs chances de faire un carré tout en conservant intactes celles de faire full. Inversement, les détenteurs d'une paire ont intérêt à laisser planer le doute sur la force de leur main, en n'échangeant que deux cartes comme s'il s'agissait d'un brelan lorsque leur position s'y prête. Par exemple lorsqu'ils sont derniers à parler après un joueur changeant deux cartes, lequel peut aussi bien détenir deux paires qu'un tirage. Ceci afin de limiter les probabilités qu'il prenne l'initiative de miser avec deux paires ou en bluff avec un tirage raté s'il nous sait sur un jeu a priori plus faible que le sien. Globalement, la paire est beaucoup plus fréquente que le brelan, si bien que les échanges de deux cartes traduisent plus souvent un jeu faible (paire) que fort (brelan).
| Nombre de cartes | Rien | Paire  | DP     | Br     | Q | C | F     | K     | QF    | Fréquence |
| ---------------- | ---- | ------ | ------ | ------ | - | - | ----- | ----- | ----- | --------- |
| 52               |      | 67,7 % | 15,1 % | 15,4 % |   |   | 1,3 % | 0,5 % | 0,0 % | 22,1 %    |
| 48               |      | 64,9 % | 16,0 % | 16,9 % |   |   | 1,6 % | 0,6 % |       | 23,4 %    |
| 44               |      | 61,6 % | 17,1 % | 18,7 % |   |   | 1,9 % | 0,7 % |       | 24,8 %    |
| 40               |      | 57,7 % | 18,2 % | 20,7 % |   |   | 2,4 % | 0,9 % |       | 26,3 %    |
| 32               |      | 47,2 % | 20,5 % | 26,5 % |   |   | 4,1 % | 1,7 % | 0,0 % | 29,5 %    |

En comparant ce tableau avec celui des « trois cartes », on voit que la probabilité affichée d'avoir plus qu'une paire augmente de 10 à 15 % quand on l'épaule en n'échangeant que deux cartes.

##### 3 cartes
Cet échange ne peut provenir que d'une paire, que le détenteur ne cherche pas à camoufler. Ou bien plus rarement de AK.
| Nombre de cartes | Rien | Paire  | DP     | Br     | Q | C | F      | K      | QF |
| ---------------- | ---- | ------ | ------ | ------ | - | - | ------ | ------ | -- |
| 52               |      | 74,9 % | 12,7 % | 11,2 % |   |   | 1,0 %  | 0,3 %  |    |
| 48               |      | 73 %   | 13 %   | 12 %   |   |   | 1,21 % | 0,33 % |    |
| 44               |      | 71 %   | 14 %   | 13 %   |   |   | 1,46 % | 0,40 % |    |
| 40               |      | 69 %   | 14 %   | 14 %   |   |   | 1,79 % | 0,50 % |    |
| 32               |      | 63,9 % | 14,8 % | 17,6 % |   |   | 2,9 %  | 0,9 %  |    |

L'espérance de gain est relativement faible : une double paire ou un brelan dans 20 à 30 % des cas seulement.

##### 4 cartes
Il ne peut s'agir que d'un jeu « vide », concevable par exemple quand le titulaire d'un blind doit défendre son ouverture forcée.
| Nombre de cartes | Rien   | Paire  | DP     | Br    | Q     | C     | F     | K     | QF    |
| ---------------- | ------ | ------ | ------ | ----- | ----- | ----- | ----- | ----- | ----- |
| 52               | 52,5 % | 40,0 % | 4,8 %  | 2,1 % | 0,4 % | 0,1 % | 0,2 % | 0,0 % | 0,0 % |
| 48               | 49,3 % | 41,8 % | 5,6 %  | 2,5 % | 0,5 % | 0,2 % | 0,2 % | 0,0 % | 0,0 % |
| 44               | 45,8 % | 43,5 % | 6,6 %  | 3,0 % | 0,7 % | 0,2 % | 0,2 % | 0,0 % | 0,0 % |
| 40               | 41,8 % | 45,2 % | 7,9 %  | 3,7 % | 0,9 % | 0,3 % | 0,1 % | 0,1 % | 0,0 % |
| 32               | 31,9 % | 47,2 % | 12,0 % | 5,9 % | 2,0 % | 0,7 % | 0,1 % | 0,1 % | 0,0 % |

### Ouvrir, suivre et relancer

#### Ouvrir
La première décision qui se présente dans un tour d'enchères est d'ouvrir ou non, et si oui, à quel niveau. Le niveau d'ouverture est typiquement de deux ordres : du niveau du pot (ouverture forte) ou d'un demi-pot (ouverture faible).
- L'ouverture au niveau du pot affiche une main dont la force permet de gagner en moyenne une fois sur deux.
- L'ouverture au demi-pot affiche une main en principe plus faible, que des mains de force également médiocre sont susceptibles de venir voir avec une chance non négligeable de l'emporter. Du fait que le pot a été alimenté par l'ouverture, un suivi d'un demi-pot permet d'espérer gagner trois fois plus (le pot et la demi-ouverture), donc se justifie avec une chance de gain de 33 %.
- Ne pas ouvrir affiche donc une main dont la force est inférieure à celle de l'ouverture au demi-pot.

Quel que soit le niveau de l'ouverture, la force nécessaire varie suivant qu'on parle dans les premières ou les dernières positions. En effet, le fait que les adversaires aient passé avant soi montre (sauf bluff inverse) que leur main est inférieure à celle leur permettant d'ouvrir au demi-pot, ce qui diminue d'autant le risque d'une ouverture dans les dernières positions.
Un joueur qui ouvre trop facilement par rapport à l'ouverture rationnelle s'expose à des « suivis » qui, en moyenne, le feront perdre. Inversement, un joueur qui ouvre avec trop de réticences, ne rentabilise pas suffisamment les mains qu'il obtient.
On peut calculer les mains minimales permettant d'ouvrir au pot ou au demi-pot, en fonction du nombre de joueurs et de la position de l'ouvreur. Cette main est toujours de l'ordre de la forte paire, voire du tirage, mais le niveau diminue avec le rang du joueur, parce que sachant que les joueurs précédents ont passé, la probabilité de détenir une main qui les bat est d'autant plus forte. Par exemple, pour ouvrir en troisième position sur cinq joueurs, il faut au moins une paire d'as pour ouvrir au pot, et une paire de valets pour ouvrir au demi-pot.
| Paire nécessaire pour : Pot / demi-pot | Huit joueurs | Sept joueurs | Six joueurs  | Cinq joueurs  | Quatre joueurs |
| -------------------------------------- | ------------ | ------------ | ------------ | ------------- | -------------- |
| Parle en premier                       | Tirage / As  | Tirage / As  | Tirage / As  | Tirage / As   | Tirage / As    |
| En deuxième                            | Tirage / As  | Tirage / Roi | Tirage / Roi | Tirage / Dame | Tirage / Roi   |
| En troisième                           | Tirage / Roi | As / Roi     | As / Dame    | As / Valet    | As / Valet     |
| En quatrième                           | As / Dame    | As / Dame    | As / Valet   | Roi / Dix     | Dame / Neuf    |
| En cinquième                           | As / Valet   | Roi / Valet  | Roi / Dix    | Dame / Huit   |                |
| En sixième                             | Roi / Dix    | Dame / Neuf  | Dame / Huit  |               |                |
| En septième                            | Dame / Neuf  | Valet / Huit |              |               |                |
| En huitième                            | Dame / Huit  |              |              |               |                |

Ce qu'il faut retenir de ce tableau, c'est surtout les ordres de grandeur des ouvertures nécessaires : Fort tirage / Paire d'As pour celui qui ouvre en premier, Paire de dames / Paire de huit pour celui qui ouvre en dernier, la force décroissant à peu près régulièrement avec le rang. L'autre point à retenir est que la force nécessaire varie avec le rang, ce que les joueurs débutants peuvent avoir du mal à percevoir correctement.
Ces limites sont approximatives, parce qu'elles ne tiennent pas compte de l'augmentation du tapis qu'apporteront les mises de « suivi ». En effet, quand un joueur ouvre à un demi-pot, il donne une fourchette assez précise sur la valeur de son jeu ; et tout joueur ayant une chance sur trois de gagner par rapport à cette fourchette a statistiquement intérêt à suivre, parce qu'une mise d'un demi-pot permet alors de remporter trois demi-pots : il peut jouer à trois contre un. Une fois qu'un deuxième joueur a suivi, l'entrée dans le coup d'un troisième devient d'autant plus payante (il joue à cinq contre un), et ainsi de suite. À cause de cet effet, les limites d'ouvertures sont décalées de quelques pour cent vers le bas, ce qui autorise à ouvrir avec des mains d'un rang un peu plus faibles que la limite théorique.

#### Suivre
Dans un style de jeu purement rationnel, le joueur qui suit une ouverture estime que son jeu est suffisamment fort pour qu'en moyenne le montant du suivi soit rentabilisé par celui du tapis. D'autre part, au deuxième tour, le suivi signifie que le joueur veut arrêter les enchères et voir les mains. Globalement, le suivi affiche donc un jeu de force comparable à celui de l'ouvreur.
L'intérêt de suivre peut être :
- Limiter les risques : Si le déroulement de la partie montre que les mains en présence peuvent être de forces équivalentes, suivre permet en moyenne de gagner conformément à ses espérances de gain.
- Décourager un jeu agressif : Si la probabilité d'un bluff adverse est forte, les chances de voir sa main gagner sont augmentées d'autant, ce qui justifie d'aller voir y compris avec une main un peu faible.
- S'informer sur le style de jeu adverse : Pour savoir comment jouent les adversaires, il faut de temps à autre « aller voir » ce qu'ils ont.
- Inciter à participer : En suivant sans relancer, on donne l'image d'une main intermédiaire. Les adversaires encore dans le coup seront incités à suivre, achetant à faible coût une chance de gagner un pot plus fourni.
- Éviter une relance : S'il faut jouer prudemment, un simple suivi interdit à un adversaire agressif de relancer.
- Cacher sa force : Avec un jeu très fort, suivre donne l'impression d'un jeu intermédiaire, ce qui incitera les jeux forts à relancer et augmenter le pot.
- Conserver une chance d'améliorer sa main : Au premier tour, avec un tirage intéressant, le suivi est nécessaire pour matérialiser ses chances d'être présent au tour suivant.

#### Relancer
Dans un style de jeu totalement rationnel, la relance demande une main plus forte que pour le suivi, puisque l'investissement est plus fort. La relance place les adversaires devant un choix à faire : l'enjeu du coup est augmenté, s'ils veulent rester dans le coup, le tapis sera plus intéressant, mais le risque de perdre face à l'adversaire qui a relancé est évidemment plus important.
Contrairement au suivi, la relance permet de gagner autrement qu'en ayant la meilleure main : les adversaires peuvent passer. Un joueur qui relance peut être en train de bluffer, la relance ayant pour but de ne pas avoir à exposer son jeu.
Les raisons de relancer peuvent être :
- Augmenter la valeur du pot : Quand un joueur pense avoir la meilleure main, une relance qui sera suivie de ses adversaires lui permettra de mieux rentabiliser sa main.
- Bluffer : Relancer conduit les adversaires à croire à une main forte, et peut les inciter à passer malgré une main correcte.
- Sonder l'adversaire : Après une relance, suivant la force de sa main, l'adversaire passera (si la main était limite), suivra (si elle est moyenne), ou relancera (avec une main réellement forte).
- Protéger une main servie : Quant au premier tour un joueur a une main servie de force intermédiaire (petite quinte), une relance forte dissuadera les joueurs qui n'ont qu'un tirage de rentrer dans le coup.
- Protéger une main améliorable : Sur un tirage intéressant, une relance dissuadera les détenteurs de jeux faibles de tenter une amélioration, limitant ainsi la concurrence au tour suivant.

#### Bluff et relance
En réponse à une relance, les joueurs encore dans le coup doivent tenir compte non seulement de la force de leur jeu, mais aussi de la probabilité que le relanceur soit en train de bluffer. Cette évaluation est évidemment subjective et intuitive.

Pour un joueur rationnel, le bluff sur une main faible n'est nullement une tentative de tromperie, ou un passage en force contre les statistiques, mais simplement un investissement à faire, judicieusement calculé pour augmenter ses gains sur l'ensemble de la partie. L'effet du bluff n'est pas sur les mains faibles (où le résultat est statistiquement indifférent), mais bien sur les mains fortes :
Pour qu'un joueur puisse rentabiliser ses mains fortes, il est souhaitable que ses adversaires suivent ses relances, donc de montrer qu'on bluffe régulièrement : cette stratégie de bluff rationnel permettra de rentabiliser un jeu agressif. Mais dans aucun cas le joueur n'a le droit de divulguer son jeu à un adversaire ou même de mentir dans une raison de vouloir remporter le coup.
La fréquence de bluff et le niveau de relance peuvent se calculer pour optimiser l'ensemble de son jeu. L'optimum dépend à la fois de la probabilité que l'adversaire ait une main gagnante, et celle d'avoir réellement une main forte. Les principaux résultats en sont :
- Le niveau de relance optimum est de l'ordre de deux fois le pot, quand l'adversaire a une probabilité de main gagnante sur la main forte supposée de l'ordre de 10 %.
- Pour une relance de deux fois le pot[4]. La fréquence optimale du bluff est de la moitié de la fréquence de la main prétendue : si un bluff prétend avoir réussi un tirage (probabilité a priori de 15 %), il faut bluffer dans 7,5 % des cas, et passer dans les 77,5 % de cas restants (ce qui signifie qu'on peut bluffer sur à peu près un dixième des mains perdantes)[5].

#### Enchères du premier tour
En comparant le tableau des mains servies et celui des distributions après échanges de cartes, on voit que les jeux qualifiés de « forts » à l'ouverture (tirage et double paire) ne le sont plus nécessairement au deuxième tour.
Un jeu « fort » à l'ouverture n'est donc jamais qu'un bon départ, justifiant de rester dans le coup voire d'alimenter le tapis. Ce n'est que rarement un jeu suffisant pour prétendre être gagnant d'entrée de jeu, et une relance excessive n'est pas justifiée.
Même un jeu très fort comme la quinte ou la couleur servie peut se faire rattraper avec une probabilité non négligeable par un bon tirage, voire se faire doubler par l'apparition d'une main pleine. Pour de tels jeux, il peut au contraire être intéressant de relancer fermement au premier tour, pour limiter le plus possible le nombre de mains susceptibles de s'améliorer au second.

## Sources
- Benjamin Hannuna, Le Poker, Marabout
  - Paru au début des années 1980, cet ouvrage ne couvre pratiquement que le poker fermé et un peu le Stud à cinq cartes.
- Bob Ciaffone, Le Poker, Éditions Bornemann, 1996  (ISBN 2851825313) (Les règles officielles du poker)
- Richard D. Harroch, Lou Krieger, François Montmirel, Le Poker pour les nuls, First Editions, 2005,  (ISBN 2754001239)
- François Montmirel, Le Poker - Loisirs et Jeux, Hatier 1984,  (ISBN 2218068478) (essentiellement consacré au poker fermé).
- Marc Caudal, Yann Caudal, Maguy Ly et Arnold Vincent L'Encyclopédie du Poker, Prat 2007,  (ISBN 978-2809500059)
- Rules of Card Games: Draw Poker